# Olympische Sommerspiele 1988/Teilnehmer (Großbritannien)
| Gelbes Symbol für Goldmedaillen mit stilisierten Olympischen Ringen | Graues Symbol für Silbermedaillen mit stilisierten Olympischen Ringen | Braundes Symbol für Bronzemedaillen mit stilisierten Olympischen Ringen |
| ------------------------------------------------------------------- | --------------------------------------------------------------------- | ----------------------------------------------------------------------- |
| 5                                                                   | 10                                                                    | 9                                                                       |

Das Vereinigte Königreich nahm wie immer unter der Bezeichnung Großbritannien an den Olympischen Spielen 1988 in Seoul teil. 345 Athleten (219 Männer, 126 Frauen) beteiligten sich an 191 Veranstaltungen in 22 Sportarten. Seit Anbeginn der Spiele waren die Briten bei allen Sommerspielen dabei. Fahnenträger bei der Eröffnungsfeier war der Hockeytorwart Ian Taylor, bei der Schlussfeier trug Sportschütze Malcolm Cooper den Union Jack.

## Medaillen
| Medaille | Name | Sport              | Sportart                        |
| -------- | --- | ------------------ | ------------------------------- |
| Gold     | Paul Barber, Stephen Batchelor, Kulbir Bhaura, Robert Clift, Richard Dodds, David Faulkner, Russell Garcia, Martyn Grimley, Sean Kerly, Jimmy Kirkwood, Richard Leman, Stephen Martin, Veryan Pappin, Jon Potter, Imran Sherwani, Ian Taylor | Hockey             | Herren                          |
| Gold     | Malcolm Cooper | Schießen           | Kleinkaliber Dreistellungskampf |
| Gold     | Michael McIntyre, Bryn Vaile | Segeln             | Star                            |
| Gold     | Adrian Moorhouse | Schwimmen          | 100 m Brust der Männer          |
| Gold     | Steven Redgrave, Andrew Holmes | Rudern             | Zweier ohne Steuermann          |
| Silber   | Linford Christie | Leichtathletik     | 100 m der Männer                |
| Silber   | Peter Elliott | Leichtathletik     | 1500 m der Männer               |
| Silber   | Colin Jackson | Leichtathletik     | 110 m Hürden der Männer         |
| Silber   | John Regis, Elliot Bunney, Linford Christie, Mike McFarlane | Leichtathletik     | 4 × 100 m Staffel der Männer    |
| Silber   | Liz McColgan | Leichtathletik     | 10.000 m der Frauen             |
| Silber   | Fatima Whitbread | Leichtathletik     | Speerwurf der Frauen            |
| Silber   | Mark Phillips, Karen Straker-Dixon, Virginia Holgate-Leng, Ian Stark | Reiten             | Mannschaft                      |
| Silber   | Ian Stark | Reiten             | Einzel der Männer               |
| Silber   | Alister Allan | Schießen           | Kleinkaliber Dreistellungskampf |
| Silber   | Nick Gillingham | Schwimmen          | 200 m Brust der Männer          |
| Bronze   | Leroy Watson, Steven Hallard, Richard Priestman | Bogenschießen      | Mannschaft                      |
| Bronze   | Mark Rowland | Leichtathletik     | 3000 m Hindernis der Männer     |
| Bronze   | Yvonne Murray | Leichtathletik     | 3000 m der Frauen               |
| Bronze   | Richie Woodhall | Boxen              | Halbmittelgewicht               |
| Bronze   | Virginia Holgate-Leng | Reiten             | Einzel der Frauen               |
| Bronze   | Dennis Stewart | Judo               | Halbschwergewicht (95 kg)       |
| Bronze   | Richard Phelps, Dominic Mahony, Graham Brookhouse | Moderner Fünfkampf | Mannschaft der Männer           |
| Bronze   | Steven Redgrave, Andrew Holmes, Patrick Sweeney | Rudern             | Zweier mit Steuermann           |
| Bronze   | Andy Jameson | Schwimmen          | 100 m Schmetterling Männer      |

## Bogenschießen
Männer
| Athlet            | Wettkampf | Qualifikation | Qualifikation | Achtelfinale  | Achtelfinale  | Viertelfinale | Viertelfinale | Halbfinale    | Halbfinale    | Finale        | Finale        | Endstand |
| Athlet            | Wettkampf | Ringe         | Platz         | Ringe         | Platz         | Ringe         | Platz         | Ringe         | Platz         | Ringe         | Platz         | Platz    |
| ----------------- | --------- | ------------- | ------------- | ------------- | ------------- | ------------- | ------------- | ------------- | ------------- | ------------- | ------------- | -------- |
| Leroy Watson      | Einzel    | 1248          | 24            | 314           | 11            | 304           | 18            | Ausgeschieden | Ausgeschieden | Ausgeschieden | Ausgeschieden | 18       |
| Steven Hallard    | Einzel    | 1286          | 7             | 303           | 21            | Ausgeschieden | Ausgeschieden | Ausgeschieden | Ausgeschieden | Ausgeschieden | Ausgeschieden | 21       |
| Richard Priestman | Einzel    | 1202          | 57            | Ausgeschieden | Ausgeschieden | Ausgeschieden | Ausgeschieden | Ausgeschieden | Ausgeschieden | Ausgeschieden | Ausgeschieden | 57       |

| Mannschaft                 | Qualifikation | Qualifikation | Halbfinale | Halbfinale | Finale | Finale | Endstand |       |
| Mannschaft                 | Ringe         | Platz         | Ringe      | Platz      | Ringe  | Platz  | Ergebnis | Platz |
| -------------------------- | ------------- | ------------- | ---------- | ---------- | ------ | ------ | -------- | ----- |
| Watson, Hallard, Priestman | 3733          | 8             | 965        | 4          | 968    | 3      | Bronze   |       |

Frauen
| Athlet          | Wettkampf | Qualifikation | Qualifikation | Achtelfinale  | Achtelfinale  | Viertelfinale | Viertelfinale | Halbfinale    | Halbfinale    | Finale        | Finale        | Endstand |
| Athlet          | Wettkampf | Ringe         | Platz         | Ringe         | Platz         | Ringe         | Platz         | Ringe         | Platz         | Ringe         | Platz         | Platz    |
| --------------- | --------- | ------------- | ------------- | ------------- | ------------- | ------------- | ------------- | ------------- | ------------- | ------------- | ------------- | -------- |
| Joanne Franks   | Einzel    | 1281          | 5             | 301           | 18            | 327           | 3             | 330           | 4             | 318           | 7             | 7        |
| Pauline Edwards | Einzel    | 1232          | 23            | 311           | 12            | 301           | 17            | Ausgeschieden | Ausgeschieden | Ausgeschieden | Ausgeschieden | 17       |
| Cheryl Sutton   | Einzel    | 1179          | 51            | Ausgeschieden | Ausgeschieden | Ausgeschieden | Ausgeschieden | Ausgeschieden | Ausgeschieden | Ausgeschieden | Ausgeschieden | 51       |

| Mannschaft              | Qualifikation | Qualifikation | Halbfinale | Halbfinale | Finale | Finale | Endstand |       |
| Mannschaft              | Ringe         | Platz         | Ringe      | Platz      | Ringe  | Platz  | Ergebnis | Platz |
| ----------------------- | ------------- | ------------- | ---------- | ---------- | ------ | ------ | -------- | ----- |
| Franks, Edwards, Sutton | 3692          | 7             | 962        | 5          | 933    | 5      | 5        |       |

## Boxen
Hauptartikel: Olympische Sommerspiele 1988/Boxen
| Athlet          | Wettkampf                     | Runde 1   | Runde 1  | Achtelfinale  | Achtelfinale  | Viertelfinale | Viertelfinale | Halbfinale    | Halbfinale    | Finale        | Finale        | Endstand |
| Athlet          | Wettkampf                     | Gegner    | Ergebnis | Gegner        | Ergebnis      | Gegner        | Ergebnis      | Gegner        | Ergebnis      | Gegner        | Ergebnis      | Platz    |
| --------------- | ----------------------------- | --------- | -------- | ------------- | ------------- | ------------- | ------------- | ------------- | ------------- | ------------- | ------------- | -------- |
| Mark Epton      | Halbfliegengewicht (< 48 kg)  | Bhatta    |          | Marinow       |               | Ausgeschieden | Ausgeschieden | Ausgeschieden | Ausgeschieden | Ausgeschieden | Ausgeschieden | 17       |
| John Lyon       | Fliegengewicht (< 51 kg)      | Gül       | 1-4      | Ausgeschieden | Ausgeschieden | Ausgeschieden | Ausgeschieden | Ausgeschieden | Ausgeschieden | Ausgeschieden | Ausgeschieden | 33       |
| Mike Deveney    | Bantamgewicht (< 54 kg)       | Freilos   | Freilos  | Machaze       |               | Ausgeschieden | Ausgeschieden | Ausgeschieden | Ausgeschieden | Ausgeschieden | Ausgeschieden | 17       |
| David Anderson  | Federgewicht (< 57 kg)        | Damigella |          | Fitzgerald    |               | Tuur          |               | Ausgeschieden | Ausgeschieden | Ausgeschieden | Ausgeschieden | 9        |
| Charlie Kane    | Leichtgewicht (< 60 kg)       | Freilos   | Freilos  | Taroreh       |               | Kongrum       |               | Cramne        |               | Ausgeschieden | Ausgeschieden | 5        |
| Mark Elliott    | Halbweltergewicht (< 63,5 kg) | Ruíz      |          | Proto         |               | Ausgeschieden | Ausgeschieden | Ausgeschieden | Ausgeschieden | Ausgeschieden | Ausgeschieden | 17       |
| Richie Woodhall | Halbmittelgewicht (< 71 kg)   | Williams  |          | de Silveira   |               | Rivera        |               | Jones         |               | Ausgeschieden | Ausgeschieden | Bronze   |
| Henry Akinwande | Schwergewicht (< 91 kg)       | Freilos   | Freilos  | Vanderlyde    |               | Ausgeschieden | Ausgeschieden | Ausgeschieden | Ausgeschieden | Ausgeschieden | Ausgeschieden | 9        |

## Fechten
Hauptartikel: Olympische Sommerspiele 1988/Fechten
Männer
Florett Einzel
- Pierre Harper
- Bill Gosbee
- Donnie McKenzie

Florett Mannschaft
- Tony Bartlett, Jonathan Davis, Bill Gosbee, Pierre Harper, Donnie McKenzie

Degen Einzel
- John Llewellyn
- Hugh Kernohan

Säbel Einzel
- Mark Slade

Frauen
Florett Einzel
- Liz Thurley
- Fiona McIntosh
- Linda Ann Martin

Florett Mannschaft
- Ann Brannon, Linda Ann Martin, Fiona McIntosh, Linda Strachan, Liz Thurley

## Gewichtheben
Hauptartikel: Olympische Sommerspiele 1988/Gewichtheben
Männer
- Keith Boxell
- Ricki Chaplin
- Andrew Davies
- Peter May
- David Mercer
- Dave Morgan
- Andrew Saxton
- Mark Thomas
- Matthew Vine
- Dean Willey

## Hockey
Hauptartikel: Olympische Sommerspiele 1988/Hockey
Im Endspiel besiegte England Deutschland mit 3:1 und holte sich die Goldmedaille. Die Damen unterlagen den Niederlanden im Spiel um Platz 3 und mussten sich mit Platz 4 begnügen.
Herren
- Vorrunde Gruppe A

- England – Südkorea 2-2
- England – Kanada 3-0
- England – Bundesrepublik Deutschland 1-2
- England – Sowjetunion 3-1
- England – Indien 3-0

- Halbfinale

- England – Australien 3-2

- Finale

- England – Bundesrepublik Deutschland 3-1 (→  Goldmedaille)

- Team

- ( 1.) Ian Taylor (gk)
- ( 2.) Veryan Pappin (gk)
- ( 3.) David Faulkner
- ( 4.) Paul Barber
- ( 5.) Stephen Martin
- ( 6.) Jon Potter
- ( 7.) Richard Dodds
- ( 8.) Martyn Grimley
- ( 9.) Stephen Batchelor
- (10.) Richard Leman
- (11.) Jimmy Kirkwood
- (12.) Kulbir Bhaura
- (13.) Sean Kerly
- (14.) Robert Clift
- (15.) Imran Sherwani
- (16.) Russell Garcia

- Trainer: David Whitaker

Damen
- Vorrunde Gruppe A

- England – Argentinien 1-0
- England – Niederlande 1-5
- England – USA 2-2

- Halbfinale

- England – Südkorea 0-1

- Spiel um Platz drei

- England – Niederlande 1-3 (→ Vierter Platz)

- Team

- Jill Atkins
- Wendy Banks (gk)
- Gill Brown
- Karen Brown
- Mary Nevill
- Julie Cook (gk)
- Vickey Dixon
- Wendy Fraser
- Barbara Hambly 
- Caroline Jordan
- Violet McBride
- Moira McLeod
- Caroline Brewer
- Jane Sixsmith
- Kate Parker
- Alison Ramsay

- Trainer: Dennis Hay

## Judo
Hauptartikel: Olympische Sommerspiele 1988/Judo
Männer
- Neil Adams
- Mark Adshead
- Kerrith Brown
- Neil Eckersley
- Elvis Gordon
- Dennis Stewart
Bronze  Halbschwergewicht
- Densign White

## Kanu
Hauptartikel: Olympische Sommerspiele 1988/Kanu
| Männer - Anthony Ayres - Grayson Bourne - Reuben Burgess - Adrian Collier - Eric Jamieson - Ivan Lawler - Jan Raciborski - Andrew Sheriff - Kevin Smith - Andrew Train - Steve Train - Jeremy West | Frauen - Andrea Dallaway - Angela Dawson - Janine Lawler - Susie Perrett - Liz Sharman |

## Leichtathletik
Hauptartikel: Olympische Sommerspiele 1988/Leichtathletik
Männer
100 m
- Linford Christie
- Barrington Williams
- John Regis

200 m
- Linford Christie
- Michael Rosswess
- John Regis

400 m
- Brian Whittle
- Todd Bennett

800 m
- Peter Elliott
- Steve Cram
- Tom McKean

1500 m
- Peter Elliott
- Steve Cram
- Steve Crabb

5000 m
- Eamonn Martin
- Jack Buckner
- Gary Staines

10.000 m
- Eamonn Martin

- Erste Runde – 28:25,46
- Finale – (→ ausgeschieden)

- Steve Binns

- Erste Runde – 28:52,88 (→ ausgeschieden)

- Mike McLeod

- Erste Runde – DNF (→ ausgeschieden)

Marathon
- Charlie Spedding

- 2:12:19 (→ 6. Platz)

- David Long

- 2:16:18 (→ 21. Platz)

- Kevin Forster

- 2:20:45 (→ 33. Platz)

20 km Gehen
- Ian McCombie
- Chris Maddocks

50 km Gehen
- Les Morton

- 3:59:30 (→ 27. Platz)

- Paul Blagg

- Finale – 4:00:07 (→ 28. Platz)

110 m Hürden
- Colin Jackson

- Finale (→ 2. Platz)

- Jonathan Ridgeon

- Finale (→ 5. Platz)

- Tony Jarrett

- Finale (→ 6. Platz)

400 m Hürden
- Kriss Akabusi

- Finale – 48,69 s (→ 6. Platz)

- Phil Harries

- Vorlauf – 50,81 s (5. Platz → ausgeschieden)

- Max Robertson

- Vorlauf – 50,67 s (5. Platz → ausgeschieden)

3000 m Hindernis
- Mark Rowland

- Vorlauf – 8:31,40
- Halbfinale – 8:18,31
- Finale – 8:07,96 (→  Bronze Medal)

- Eddie Wedderburn

- Vorlauf – 8:38,90
- Halbfinale – 8:28,62 (→ ausgeschieden)

- Roger Hackney

- Vorlauf – 8:39,30
- Halbfinale – DNF (→ ausgeschieden)

4 × 100 m Staffel
- Elliot Bunney, John Regis, Mike McFarlane, Clarence Callender

- Vorlauf – 39,17 s

- Elliot Bunney, John Regis, Mike McFarlane, Linford Christie

- Halbfinale – 38,52 s

- Elliot Bunney, John Regis, Mike McFarlane, Linford Christie

- Finale – 38,28 s (→ 2. Platz)

4 × 400 m Staffel
- Brian Whittle, Paul Harmsworth, Todd Bennett, Philip Brown

- Vorlauf – 3:04,18 min

- Brian Whittle, Kriss Akabusi, Todd Bennett, Philip Brown

- Halbfinale – 3:04,60 min
- Finale – 3:02,00 min (→ 5. Platz)

Hochsprung
- Dalton Grant
- Geoff Parsons
- Floyd Manderson

Stabhochsprung
- Andy Ashurst

Weitsprung
- Mark Forsythe

- Qualifikation – 7,77 m
- Finale – 7,54 m (→ 12. Platz)

- Stewart Faulkner

- Qualifikation – 7,74 m (→ ausgeschieden)

- John King

- Qualifikation – 7,57 m (→ ausgeschieden)

Dreisprung
- Vernon Samuels
- John Herbert
- Jonathan Edwards

Kugelstoßen
- Paul Edwards

- Qualifikation – 15,68 m (→ ausgeschieden)

Diskuswurf
- Paul Mardle

- Qualifikation – 58,28 m (→ ausgeschieden)

Hammerwurf
- Dave Smith

- Qualifikation – 69,12 m (→ ausgeschieden)

- Matthew Mileham

- Qualifikation – 62,42 m (→ ausgeschieden)

- Michael Jones

- Qualifikation – 70,38 m (→ ausgeschieden)

Speerwurf
- David Ottley

- Qualifikation – 80,98 m
- Finale – 76,96 m (→ 11th place)

- Roald Bradstock

- Qualifikation – 75,96 m (→ ausgeschieden)

- Mick Hill

- Qualifikation – 77,20 m (→ ausgeschieden)

Zehnkampf
- Daley Thompson – 8306 Punkte (→ 4. Platz)

- 100 m – 10,62 s
- Weitsprung – 7,38 m
- Kugelstoßen – 15,02 m
- Hochsprung – 2,03 m
- 400 m – 49,06 s
- 110 m Hürden – 14,72 s
- Diskus – 44,80 m
- Stabhochsprung – 4,90 m
- Speerwurf – 64,04 m
- 1500 m – 4:45,11 s

- Alex Kruger – 7623 Punkte (→ 24. Platz)

- 100 m – 11,30 s
- Weitsprung – 6,97 m
- Kugelstoßen – 12,23 m
- Hochsprung – 2,15 m
- 400 m – 49,98 s
- 110 m Hürden – 15,38 s
- Diskus – 38,72 m
- Stabhochsprung – 4,60 m
- Speerwurf – 54,34 m
- 1500 m – 4:37,84 s

- Greg Richards – 7237 Punkte (→ 30. Platz)

- 100 m – 11,50 s
- Weitsprung – 7,09 m
- Kugelstoßen – 12,94 m
- Hochsprung – 1,82 m
- 400 m – 49,27 s
- 110 m Hürden – 15,56 s
- Diskus – 42,32 m
- Stabhochsprung – 4,50 m
- Speerwurf – 53,50 m
- 1500 m – 4:53,85 s

Frauen
100 m
- Simmone Jacobs – Viertelfinale
- Paula Dunn – Viertelfinale
- Helen Miles – Vorläufe

200 m
- Paula Dunn – Halbfinale
- Simmone Jacobs – Viertelfinale
- Louise Stuart – Viertelfinale

400 m
- Linda Keough – Viertelfinale
- Loreen Hall – Viertelfinale
- Pat Beckford – Vorläufe

800 m
- Diane Edwards – 8. Platz
- Kirsty Wade – Halbfinale
- Shireen Bailey – Halbfinale

1500 m
- Christina Boxer-Cahill – 4. Platz
- Shireen Bailey – 7. Platz
- Kirsty Wade – Vorläufe

3000 m
- Yvonne Murray – Bronze
- Wendy Sly – 7. Platz
- Jill Hunter – Vorläufe

10.000 m
- Liz McColgan – Silber
- Jane Furniss-Shields – Vorläufe
- Angela Tooby – Vorläufe

100 m Hürden
- Lesley-Ann Skeete – Halbfinale
- Sally Gunnell – Halbfinale
- Wendy Jeal – Viertelfinale

400 m Hürden
- Sally Gunnell – 5. Platz
- Elaine McLaughlin – Halbfinale
- Simone Laidlow – Vorläufe

4 × 100 m Staffel
- Sallyanne Short, Beverly Kinch, Simmone Jacobs, Paula Dunn

- Vorlauf – 43,91

- Sallyanne Short, Beverly Kinch, Simmone Jacobs, Paula Dunn

- Halbfinale – 43,50 (→ ausgeschieden)

4 × 400 m Staffel
- Linda Keough, Jennifer Stoute, Janet Smith, Sally Gunnell

- Vorlauf – 3:28,52

- Linda Keough, Jennifer Stoute, Angela Piggford, Sally Gunnell

- Finale – 3:26,89 (→ 6. Platz)

Marathon
- Angela Pain – 2"30,51 (→ 10. Platz)
- Susan Tooby – 2"31,33 (→ 12. Platz)
- Susan Crehan – 2"36,57 (→ 32. Platz)

Hochsprung
- Diana Elliott-Davies – 8. Platz
- Janet Boyle – 12. Platz
- Jo Jennings – 16. Platz (Qualifikation)

Weitsprung
- Fiona May – 6. Platz
- Kim Hagger – 17. Platz (Qualifikation)
- Mary Berkeley – 29. Platz (Qualifikation)

Diskus
- Jackie McKernan

- Qualifikation – 50,92 m (→ ausgeschieden)

Speerwurf
- Fatima Whitbread

- Qualifikation – 68,44 m
- Finale – 70,32 m (→  Silbermedaille)

- Tessa Sanderson

- Qualifikation – 56,70 m (→ ausgeschieden)

- Sharon Gibson

- Qualifikation – 56,00 m (→ ausgeschieden)

Kugelstoßen
- Yvonne Hanson-Nortey

- Qualifikation – 15,13 m (→ ausgeschieden)

- Judy Oakes

- Qualifikation – 18,34 m (→ ausgeschieden)

- Myrtle Augee

- Qualifikation – 17,31 m (→ ausgeschieden)

Siebenkampf
- Kim Hagger

- Finale Result – 5975 Punkte (→ 17. Platz)

- Joanne Mulliner

- Finale – 5746 Punkte (→ 19. Platz)

- Judy Simpson

- Finale – 1951 Punkte (→ 29. Platz)

## Moderner Fünfkampf
Hauptartikel: Olympische Sommerspiele 1988/Moderner Fünfkampf
Männer
- Richard Phelps – 5229 Punkte (→ 6. Platz)
- Dominic Mahony – 5047 Punkte (→ 16. Platz)
- Graham Brookhouse – 5000 Punkte (→ 21. Platz)

Mannschaft
- Phelps, Mahony, Brookhouse – 15.276 Punkte (→ Bronze)

## Radfahren (Straße)
Hauptartikel: Olympische Sommerspiele 1988/Radsport
| Männer - Eddie Alexander - Phil Bateman - Chris Boardman - Robert Coull - Paul Curran - Mark Gornall - Neil Hoban - Simon Lillistone - Harry Lodge - Ben Luckwell - David Spencer - Colin Sturgess - Glen Sword | Frauen - Maria Blower - Lisa Brambani - Sally Hodge - Louise Jones |

## Reiten
Hauptartikel: Olympische Sommerspiele 1988/Reiten
- David Broome
- Tricia Gardiner
- Barbara Hammond
- Virginia Holgate-Leng
Bronze  Vielseitigkeitsreiten Einzel
Silber  Vielseitigkeitsreiten Mannschaft
- Jennie Loriston-Clarke
- Diana Mason
- Mark Phillips
Silber  Vielseitigkeitsreiten Mannschaft
- Malcolm Pyrah
- Nick Skelton
- Ian Stark
Silber  Vielseitigkeitsreiten Einzel
Silber  Vielseitigkeitsreiten Mannschaft
- Karen Straker-Dixon
Silber  Vielseitigkeitsreiten Mannschaft
- Joe Túri

## Rhythmische Sportgymnastik
Hauptartikel: Rhythmische Sportgymnastik
Frauen
- Lisa Black

## Ringen
Hauptartikel: Ringen
Männer
- Martin Doyle
- Graeme English
- Noel Loban
- David Ogden
- Ravinder Singh Tut
- Fitz Walker

## Rudern
Hauptartikel: Rudern
Männer
Zweier ohne Steuermann
- Andrew Holmes, Steven Redgrave

- (→  Goldmedaille)

Zweier mit Steuermann
- Andrew Holmes, Steven Redgrave, Patrick Sweeney

- (→  Bronzemedaille)

Vierer ohne Steuermann
- Peter Mulkerrins, Simon Berrisford, Mark Buckingham, Stephen Peel

- (→ 4. Platz)

Vierer mit Steuermann
- Martin Cross, Adam Clift, John Maxey, John Garrett, Vaughan Thomas

- (→ 4. Platz)

Achter
- Nicholas Burfitt, Peter Beaumont, Terence Dillon, Anton Obholzer, Simon Jefferies, Salih Hassan, Richard Stanhope, Gavin Stewart, Stephen Turner

- (→ 4. Platz)

Frauen
Doppelzweier
- Sally Andreae, Alison Gill

- (→ 9. Platz)

Zweier ohne Steuerfrau
- Alison Bonner, Kim Thomas

- (→ 8. Platz)

Vierer mit Steuerfrau
- Fiona Johnston, Kate Grose, Joanne Gough, Susan Smith, Alison Norrish

- (→ 6. Platz)

## Segeln
Hauptartikel: Olympische Sommerspiele 1988/Segeln
- Jason Belben
- Stuart Childerley
- Simon Goody
- Sue Hay-Carr
- Andrew Hemmings
- Debbie Jarvis
- Edward Leask
- Neal McDonald
- Mike McIntyre
Gold  Star
- Jeremy Newman
- Jeremy Richards
- Lawrie Smith
- Bryn Vaile
Gold  Star
- Robert White
- Roger Yeoman

## Schießen
Hauptartikel: Olympische Sommerspiele 1988/Schießen
- Alister Allan
Silber  Kleinkaliber Dreistellungskampf 50 m
- Adrian Breton
- Malcolm Cooper
Gold  Kleinkaliber Dreistellungskampf 50 m
- Sarah Cooper
- Ken Harman
- Paul Leatherdale
- Ian Peel
- Margaret Thomas

## Schwimmen
Hauptartikel: Olympische Sommerspiele 1988/Schwimmen
Männer
50 m Freistil
- Mark Foster

- Vorlauf – 23,51 (→ ausgeschieden, 22. Platz)

- Mike Fibbens

- Vorlauf – 23,67 (→ ausgeschieden, 25. Platz)

100 m Freistil
- Andy Jameson

- Vorlauf – 51,18 (→ ausgeschieden, 21. Platz)

- Roland Lee

- Vorlauf – 51,20 (→ ausgeschieden, 22. Platz)

200 m Freistil
- Paul Howe

- Vorlauf – 1:51,22
- B-Finale – 1:51,99 (→ 16. Platz)

- Michael Green

- Vorlauf – 1:53,03 (→ ausgeschieden, 27. Platz)

400 m Freistil
- Kevin Boyd

- Vorlauf – 3:50,01
- Finale – 3:50,16 (→ 7. Platz)

- Tony Day

- Vorlauf – 3:57,91 (→ ausgeschieden, 24. Platz)

1500 m Freistil
- Kevin Boyd

- Vorlauf – 15:17,56
- Finale – 15:21,16 (→ 7. Platz)

- Tony Day

- Vorlauf – 15:38,75 (→ ausgeschieden, 22. Platz)

100 m Rücken
- Neil Harper

- Vorlauf – 58,02 (→ ausgeschieden, 22. Platz)

- Neil Cochran

- Vorlauf – 58,25 (→ ausgeschieden, 25. Platz)

200 m Rücken
- Gary Binfield

- Vorlauf – 2:03,79
- B-Finale – 2:04,90 (→ 16. Platz)

- John Davey

- Vorlauf – 2:04,70 (→ ausgeschieden, 20. Platz)

100 m Brust
- Adrian Moorhouse

- Vorlauf – 1:02,19
- Finale – 1:02,04 (→  Goldmedaille)

- James Parrack

- Vorlauf – 1:04,23 (→ ausgeschieden, 17. Platz)

200 m Brust
- Nick Gillingham

- Vorlauf – 2:14,58
- Finale – 2:14,12 (→  Silber)

- Adrian Moorhouse

- Vorlauf – 2:18,51 (→ 15. Platz)
- B-Finale – scratched (→ ausgeschieden, no ranking)

100 m Schmetterling
- Andy Jameson

- Vorlauf – 53,34
- Finale – 53,30 (→  Bronze)

- Neil Cochran

- Vorlauf – 54,75
- B-Finale – 55,22 (→ 16. Platz)

200 m Schmetterling
- Tim Jones

- Vorlauf – 2:01,01
- B-Finale – 2:00,32 (→ 10. Platz)

- Nick Hodgson

- Vorlauf – 2:01,44
- B-Finale – 2:01,09 (→ 12. Platz)

200 m Lagen
- John Davey

- Vorlauf – 2:05,55
- B-Finale – 2:04,17 (→ 10. Platz)

- Neil Cochran

- Vorlauf – 2:05,56
- B-Finale – 2:05,44 (→ 11. Platz)

400 m Lagen
- Paul Brew

- Vorlauf – 4:27,22
- B-Finale – 4:26,77 (→ 15. Platz)

- John Davey

- Vorlauf – DSQ (→ ausgeschieden, no ranking)

4 × 100 m Freistil
- Andy Jameson, Mark Foster, Mike Fibbens, Roland Lee

- Vorlauf – 3:23,71

- Mike Fibbens, Mark Foster, Roland Lee, Andy Jameson

- Finale – 3:21,71 (→ 7. Platz)

4 × 200 m Freistil
- Kevin Boyd, Paul Howe, Jonathan Broughton, Roland Lee

- Vorlauf – 7:29,77 (→ ausgeschieden, 9. Platz)

4 × 100 m Lagen
- Neil Harper, Adrian Moorhouse, Andy Jameson, Mark Foster

- Vorlauf – DSQ (→ ausgeschieden, keine Platzierung)

Frauen
50 m Freistil
- Alison Sheppard

- Vorlauf – 27,14 (→ ausgeschieden, 25. Platz)

- Annabelle Cripps

- Vorlauf – 27,17 (→ ausgeschieden, 27. Platz)

100 m Freistil
- Annabelle Cripps

- Vorlauf – 57,81 (→ ausgeschieden, 25. Platz)

- June Croft

- Vorlauf – 58,19 (→ ausgeschieden, 28. Platz)

200 m Freistil
- Ruth Gilfillan

- Vorlauf – 2:02,11
- B-Finale – 2:01,66 (→ 10. Platz)

- June Croft

- Vorlauf – 2:03,63 (→ ausgeschieden, 21. Platz)

400 m Freistil
- Ruth Gilfillan

- Vorlauf – 4:16,66 (→ ausgeschieden, 18. Platz)

- June Croft

- Vorlauf – 4:21,98 (→ ausgeschieden, 27. Platz)

800 m Freistil
- Karen Mellor

- Vorlauf – 8:44,64 (→ ausgeschieden, 16. Platz)

- Tracey Atkin

- Vorlauf – 9:00,04 (→ ausgeschieden, 25. Platz)

100 m Rücken
- Kathy Read

- Vorlauf – 1:04,62
- B-Finale – 1:04,27 (→ 16. Platz)

- Sharon Page

- Vorlauf – 1:04,75 (→ ausgeschieden, 18. Platz)

200 m Rücken
- Kathy Read

- Vorlauf – 2:17,22
- B-Finale – 2:18,20 (→ 12. Platz)

- Helen Slatter

- Vorlauf – 2:21,66 (→ ausgeschieden, 22. Platz)

100 m Brust
- Suki Brownsdon

- Vorlauf – 1:11,66
- B-Finale – 1:11,95 (→ 16. Platz)

- Margaret Hohmann

- Vorlauf – 1:12,67 (→ ausgeschieden, 20. Platz)

200 m Brust
- Suki Brownsdon

- Vorlauf – 2:36,14 (→ 20. Platz)

- Helen Frank

- Vorlauf – 2:41,12 (→ ausgeschieden, 33. Platz)

100 m Schmetterling
- Caroline Foot

- Vorlauf – 1:02,76 (→ ausgeschieden, 18. Platz)

- Annabelle Cripps

- Vorlauf – 1:03,34 (→ ausgeschieden, 21. Platz)

200 m Schmetterling
- Helen Bewley

- Vorlauf – 2:17,10
- B-Finale – 2:17,11 (→ 15. Platz)

- Lynne Wilson

- Vorlauf – 2:17,28
- B-Finale – 2:18,66 (→ 16. Platz)

200 m Lagen
- Jean Hill

- Vorlauf – 2:17,57
- B-Finale – 2:19,20 (→ 11. Platz)

- Zara Long

- Vorlauf – 2:22,64 (→ ausgeschieden, 23. Platz)

400 m Lagen
- Tracey Atkin

- Vorlauf – 5:01,34
- B-Finale – 4:55,92 (→ 24. Platz)

- Suki Brownsdon

- Vorlauf – 4:54,66 (→ ausgeschieden, 18. Platz)

4 × 100 m Freistil
- Annabelle Cripps, June Croft, Linda Donnelly, Joanna Coull

- Vorlauf – 3:50,84 (→ ausgeschieden, 10. Platz)

4 × 100 m Lagen
- Kathy Read, Suki Brownsdon, Caroline Foot, Joanna Coull

- Vorlauf – 4:16,18 (→ ausgeschieden, 9. Platz)

## Synchronschwimmen
Frauen
- Lian Goodwin
- Joanne Seeburg
- Nicola Shearn

## Tennis
Hauptartikel: Olympische Sommerspiele 1988/Tennis
| Athlet                     | Wettkampf     | Runde 1                | Runde 1             | Runde 2       | Runde 2         | Achtelfinale  | Achtelfinale  | Viertelfinale | Viertelfinale | Halbfinale    | Halbfinale    | Finale        | Finale        | Endstand |
| Athlet                     | Wettkampf     | Gegner                 | Ergebnis            | Gegner        | Ergebnis        | Gegner        | Ergebnis      | Gegner        | Ergebnis      | Gegner        | Ergebnis      | Gegner        | Ergebnis      | Platz    |
| -------------------------- | ------------- | ---------------------- | ------------------- | ------------- | --------------- | ------------- | ------------- | ------------- | ------------- | ------------- | ------------- | ------------- | ------------- | -------- |
| Jeremy Bates               | Herren Einzel | Bloom                  | 4-6 6-4 3-6 6-2 9-7 | Mečíř         | 3-6 6-4 1-6 4-6 | Ausgeschieden | Ausgeschieden | Ausgeschieden | Ausgeschieden | Ausgeschieden | Ausgeschieden | Ausgeschieden | Ausgeschieden | 17       |
| Andrew Castle              | Herren Einzel | N’Goran                | 6-7 3-6 6-2 7-6 7-5 | Järryd        | 0-6 3-6 1-6     | Ausgeschieden | Ausgeschieden | Ausgeschieden | Ausgeschieden | Ausgeschieden | Ausgeschieden | Ausgeschieden | Ausgeschieden | 17       |
| Jeremy Bates Andrew Castle | Herren Doppel | Ivanišević/Živojinović | 5-7 6-2 3-6 6-7     | Ausgeschieden | Ausgeschieden   | Ausgeschieden | Ausgeschieden | Ausgeschieden | Ausgeschieden | Ausgeschieden | Ausgeschieden | Ausgeschieden | Ausgeschieden | 17       |
| Sara Gomer                 | Damen Einzel  | Cordwell               | 4-6 7-5 6-2         | Neiland       | 7-6 6-7 7-9     | Ausgeschieden | Ausgeschieden | Ausgeschieden | Ausgeschieden | Ausgeschieden | Ausgeschieden | Ausgeschieden | Ausgeschieden | 17       |
| Clare Wood                 | Damen Einzel  | Turnbull               | 1-6 3-6             | Ausgeschieden | Ausgeschieden   | Ausgeschieden | Ausgeschieden | Ausgeschieden | Ausgeschieden | Ausgeschieden | Ausgeschieden | Ausgeschieden | Ausgeschieden | 33       |
| Sara Gomer Clare Wood      | Damen Doppel  | Demongeot/Tauziat      | 2-6 6-4 1-6         | Ausgeschieden | Ausgeschieden   | Ausgeschieden | Ausgeschieden | Ausgeschieden | Ausgeschieden | Ausgeschieden | Ausgeschieden | Ausgeschieden | Ausgeschieden | 9        |

## Tischtennis
Hauptartikel: Olympische Sommerspiele 1988/Tischtennis
Männer
- Sky Andrew
- Alan Cooke
- Desmond Douglas
- Carl Prean

## Turnen
Hauptartikel: Olympische Sommerspiele 1988/Turnen
| Männer - Terry Bartlett - Andrew Morris | Frauen - Karen Hargate - Karen Kennedy |

## Wasserspringen
Hauptartikel: Olympische Sommerspiele 1988/Wasserspringen
| Männer - Jeffrey Arbon - Bob Morgan - Graham Morris | Frauen - Naomi Bishop - Carolyn Roscoe |

## Trivia
Mit Sally Jones setzte die BBC erstmals einen weiblichen Sportmoderator bei Olympischen Spielen ein.